# Стэнфилд, Роберт
Роберт Стэнфилд (англ. Robert Lorne Stanfield; 11 апреля 1914, Труро, Новая Шотландия — 16 декабря 2003, Оттава, Онтарио) — 17-й премьер-министр Новой Шотландии и лидер Прогрессивной консервативной партии Канады.

## Молодость
Родился в семье Фрэнка Стэнфилда и С. Эммы Томас, которые были членами семьи, чья компания владела Стэнфилд Лимитед, большой текстильной компанией. Изучал экономику и политологию в Университете Далхаузи; по окончании университета со степенью бакалавра гуманитарных наук в 1936 за высокие достижения был награждён серебряной медалью генерал-губернатора. Затем изучал право в Гарвардской школе права, где учился с отличием. В студенческие годы стал социалистом, однако ненадолго. Впрочем, отголоски этого периода в жизни сохранились, и за свою приверженность идее общего блага Стэнфилд считался «красным тори».

## Политическая деятельность
Был умеренным консерватором. Ему была свойственна манера медленно говорить и сухое чувство юмора. Он был убеждённым сторонником социального порядка.
В 1946 вступил в Прогрессивную консервативную партию Новой Шотландии, лидером которой был избран в 1948. В 1956 привёл свою партию к власти и получил должность премьер-министра Новой Шотландии. На этом посту проводил реформы в сфере образования и здравоохранения, а также старался привлечь как можно больше инвестиций в провинцию. В 1967 перешёл на федеральный уровень политики и столкнулся с натиском Пьера Трюдо; в 1967—1976 оставался лидером оппозиции. В 1976 оставил пост лидера Прогрессивной консервативной партии, до 1979 оставался членом парламента. Роберта Стэнфилда называют «лучшим премьер-министром Канады, которого у неё никогда не было».
Похоронен на кладбище Кемп-Хилл (Галифакс, Новая Шотландия), рядом с Джойс Фрэзи и Мэри Хол.

## Семья
В 1940 году женился на Джойс Фрэзи (погибла в автомобильной аварии в 1954).
Вторая жена (с 1957) — Мэри Холл; умерла от рака в 1977.
В третий раз женился на Энн Остин в 1978.

## Память
Международный аэропорт Галифакса, центра Новой Шотландии, назван именем Роберта Л. Стэнфилда.